# 古里萨蒂·格蕾塔
古里萨蒂·格蕾塔（匈牙利語：Gurisatti Gréta，1996年5月14日—），匈牙利水球运动员，代表匈牙利国家女子水球队参加2020年夏季奥林匹克运动会女子水球比賽，结果获得一枚铜牌。